# 李紳 (嘉靖進士)
李紳（1490年—？），字朝儀，號南墩，河南開封府祥符縣人，民籍，明朝政治人物。

## 生平
河南鄉試第十八名舉人。嘉靖八年（1529年）中式己丑科會試第一百十二名，登第三甲第二百零三名進士。歷官户部主事、员外郎、郎中，升登州府知府，調陕西慶陽府，升苑馬寺少卿，为考察奏辯革職。

## 家族
曾祖李讓；祖父李瑾；父李雄，曾任學正。母雷氏。慈侍下。